# Stefan Scheibl
Stefan Karl Scheibl (* 19. Juli 1963 in Schwandorf) ist ein deutscher Offizier, Brigadegeneral der Luftwaffe der Bundeswehr und stellvertretender Kommandeur des Deployable Air Command and Control Centre (DACCC) mit Sitz in Poggio Renatico.

## Militärische Laufbahn

### Ausbildung und erste Verwendungen
Scheibl trat 1983 in die Luftwaffe der Bundeswehr ein und absolvierte bis 1988 die Ausbildung zum Offizier, einschließlich eines Studiums der Pädagogik an der Universität der Bundeswehr in München. Von 1988 bis 1990 schloss sich die Fliegerische Ausbildung zum Luftfahrzeugführer auf der Sheppard Air Force Base, USA und in Fürstenfeldbruck an. Von 1990 bis 1993 war Scheibl in seiner ersten Truppenverwendung Jagdbomberflugzeugführer auf dem Alpha Jet sowie Nachrichten- und Sicherheitsoffizier bei der 2. Staffel des Jagdbombergeschwaders 43 in Oldenburg. Hierauf wurde er von 1993 bis 1996 auf das Luftfahrzeugmuster Tornado umgeschult und in das Aufklärungsgeschwader 51 Immelmann nach Jagel versetzt. Hier hatte er Verwendungen als Einsatzoffizier im Stab der Fliegenden Gruppe und als Einsatzstabsoffizier. Von 1996 bis 1998 war Scheibl Teilnehmer des 41. Generalstabsdienstlehrgangs der Luftwaffe an der Führungsakademie der Bundeswehr in Hamburg.

### Dienst als Stabsoffizier
Nach Abschluss des Lehrgangs wurde Scheibl von 1998 bis 1999 weiter als Dozent für Luftkriegführung an der Führungsakademie der Bundeswehr eingesetzt. Von 1999 bis 2002 war er erst als Einsatzstabsoffizier und dann als Kommandeur der Fliegenden Gruppe des Aufklärungsgeschwaders 51 wieder in einer fliegerischen Verwendung. Es folgte 2002 bis 2004 eine erste ministerielle Verwendung als Referent Grundsatzangelegenheiten Führung und Einsatz fliegender Kräfte und Mittel im Bundesministerium der Verteidigung mit Dienstsitz in Bonn. Von 2004 bis 2007 war Scheibl als Abteilungsleiter A 3 im Kommando der 1. Luftwaffendivision in Fürstenfeldbruck eingesetzt. Im Jahr 2007 wurde er zurück nach Bonn versetzt, wo er erneut als Referent, diesmal für Konzeption und Transformation der Bundeswehr, im Bundesministerium der Verteidigung beschäftigt war. Von 2009 bis 2012 war er als Kommodore des Jagdbombergeschwaders 32 auf dem Fliegerhorst Lechfeld erneut in Führungsverantwortung. Im Anschluss wurde Scheibl 2012 bis 2014 als Kommandeur der Lehrgruppe Ausbildung und Leiter des Schulstabs der Offizierschule der Luftwaffe verwendet. Im Jahr 2014 war Scheibl Lehrgangsteilnehmer am Higher Command and Staff Course des Joint Services Command and Staff College in Shrivenham, Großbritannien. Hieran schloss sich von 2014 bis 2017 eine erneute ministerielle Verwendung, diesmal als Referatsleiter SE II 3 (Militärpolitik und Einsatz Region Maghreb/Naher Osten) der Abteilung Strategie und Einsatz am Dienstsitz in Berlin.

### Dienst als General
Von 2017 bis 2018 war Scheibl, als Nachfolger von Brigadegeneral Andreas Schick, Leiter Bereich Luft im Luftwaffentruppenkommando in Köln. Auf diesem Dienstposten wurde auch Scheibl zum Brigadegeneral ernannt. Nachdem er den Dienstposten in Köln an Andreas Hoppe übergeben hatte, wurde Scheibl nach High Wycombe in Großbritannien versetzt, wo er bis Juli 2020 Deputy Director der European Air Group war. Am 14. August 2020 übernahm Scheibl von Brigadegeneral Michael Traut seinen aktuellen Dienstposten als Kommandeur der Offizierschule der Luftwaffe in Fürstenfeldbruck. Am 9. Dezember 2024 übergab er das Kommando an Gero von Fritschen und wird nun als stellvertretender Kommandeur des Deployable Air Command and Control Centre (DACCC) in Poggio Renatico eingesetzt.

## Privates
Scheibl ist verheiratet und hat drei Kinder.